# Benelux' Next Top Model
Benelux' Next Top Model es un reality show holandés emitido en la Región Flamenca y Países Bajos. El show es presentado por la modelo holandesa Daphne Deckers. A pesar de que el título del show hace referencia a Benelux, no participan concursantes de Luxemburgo o de la Región Valona, aunque el programa es emitido allí. El primer ciclo fue emitido en septiembre de 2009, y está basado en el show America's Next Top Model de la supermodelo Tyra Banks.

## Formato del show
El primer ciclo de Benelux' Next Top Model tiene 10 episodios y comienza con 13 concursantes. Cada episodio, una concursante es eliminada, aunque existen casos de doble deliminación, siempre por decisión de los jueces. Los cambios de imagen son suministrados a las modelos a comienzos de la competencia (usualmente en los episodios 2 o 3), y un viaje internacional es realizado en instancias finales (usualmente con cinco o seis finalistas).
Cada episodio muestra los sucesos ocurridos en una semana tiempo real (aunque en los destinos internacionales los sucesos ocurridos en tres o cuatro días, sumando dos semanas de filmación en total), y un desafío de moda, photoshoot o comercial, siendo cada concursante juzgada por el panel de jueces liderado por Daphne Deckers, y la eliminación de una o más concursantes. Usualmente, an additional guest judge will sit in on the panel every week. Each episode is usually associated with a theme in the world of modeling, such as dealing with the press in interviews, selling a commercial product, appearing in a runway show or going on "go sees". 
Cada episodio comienza generalmente con el grupo de concursantes recibiendo un entrenamiendo en un área relacionada al tema de la semana. Por ejemplo, las concursantes pueden ser entrenadas en caminatas sobre pasarela, improvisación en actuación, o la aplicación de maquillaje para distintas ocasiones. Un desafío continúa a dicho entramiento, como un desfile real o falso, o una entrevista, y una ganadora es elegida por un juez. Ella recibe algún premio, como ropa, una salida, o una ventana o beneficio para el siguiente photoshoot. En ciertas ocasiones, la ganadora tiene la posibilidad de elegir a un determinado grupo de concursantes para compartir el premio, y en otras ocasiones la ganadora del desafío es eliminada al final del episodio pese a su buen desempeño en el desafío. Cada episodio, que muestra los eventos y sucesos ocurridos en una semana tiempo real, está asociado a un térmido del mundo de la moda, como lidiar con la prensa en entrevistas, la venta de un producto a través de un comercial, participar de un desfile, o visitar a diseñadores o agencias en "Go-sees".
El siguiente segmento es generalmente un photoshoot, que puede corresponder a una fotografía de belleza (fotos de acercamiento haciendo énfasis en los rostros), posando en trajes de baño o lencería, posando desnudas o semi-desnudas, posando con un modelo varón, o posando con animales. Usualmente una vez por ciclo algún photoshoot es reemplazada por un comercial de venta de algún producto, o la participación de las concursantes en algún video de música.
El desempeño de las concursantes durante el photoshoot o el rodaje del comercial o video de música, así como también los resultados finales, son evaluados frente al panel de jueces, quienes deciden quien será la eliminada.
El segmento final de cada episodio es el proceso de eliminación. La fotografía de cada concursante es develada y juzgada en el panel de jueces. Luego de la evaluación de todas las fotos, las concursantes abandonan el panel mientras que los jueces deliberan. El proceso de eliminación es como una ceremonia, al Daphne revelar en sus manos las fotografías de las concursantes que se mantienen en competencia, una por una y en orden de mérito. Las últimas dos concursantes que no han recibido su fotografía, conforman el " bottom two", y Daphne Deckers critica a cada una antes de develar a la eliminada, que no recibe su fotografía.
Las últimas tres finalistas compiten en un último photoshoot y un desfile frente a los jueces y una audiencia en vivo y en directo. Luego del desfile, los jueces votan y la ganadora es develada.

## Ciclos
| Ciclo | Fecha de estreno         | Ganadora          | Primer Finalista                        | Otras concursantes en orden de eliminación | Número de concursantes | Destino Internacional        |
| ----- | ------------------------ | ----------------- | --------------------------------------- | --- | ---------------------- | ---------------------------- |
| 1     | 14 de septiembre de 2009 | Rosalinde Kikstra | Denise de Menes & Maxime van Steenvoort | Alexandra Carnewal, Adinda Kennedy, Roxanne de Craene, Sarah van der Meer, Melanie Weterings, Tessa Kort, Justine Desmet, Bianca Kortzorg, Catharina Elias, Lianne Bakker       | 13                     | Miami                        |
| 2     | 13 de septiembre de 2010 | Melissa Baas      | Renée Trompert                          | Jacqueline Sorbie, Lisse Habraken, Daisy Koller, Lesley van Helden, Epiphany Vanderhaeghen, Aïcha Cissé, Frederieke Bonn, Jaelle Leclerc, Marjolein de Velder, Alix Schoonheijt | 12                     | París Oranjestad Los ángeles |